# Михаил Веселинов
Михаил (Михал) Веселинов е български общественик от София от времето преди и след Освобождението на България, почетен член на Софийския градски съвет.

## Биография
Роден е преди 1847 година. След Освобождението е избран за член на първия училищен комитет  (1878/1879) – на заседание „коллегиялно на градскийт управителен съвет, придружено от кварталните кметове и други граждани“ на 29 юли 1878 г. от 15 кандидати са избирани петима членове: иконом поп Тодор, Димитър Хаджиманов, Михал Веселинов, Д. Михайлов и Никола Георгиев.
На 2 декември 1878 г. на заседание на избирателите, избрани от 14-те квартала на София, за да изберат членове на Софийския градски съвет, Михал Веселинов (един от избраните избиратели) е избран за почетен член на съвета.
Участва в заседанията на пълния състав на Софийския градския съвет, провеждащи се всяка седмица. През февруари 1879 г. е поканен от съвета, заедно с Георги Х. Манов и Кръсто М. Нешев, за член на комисия за отпразнуване на възшествието на император Александър II. В протоколите името му фигурира като Михал и Михаил.